# Дуба Конавоска
Дуба Конавоска (на хърватски: Duba Konavoska) е село в Хърватия, разположено в община Конавле, Дубровнишко-неретванска жупания. Намира се на 560 метра надморска височина. Населението му според преброяването през 2011 г. е 63 души. При преброяването на населението през 1991 г. има 100 жители, от тях 100 (100,00 %) хървати.

## Население
Численост на населението според преброяванията през годините:
- 1857 – 172 души
- 1869 – 171 души
- 1880 – 172 души
- 1890 – 190 души
- 1900 – 216 души
- 1910 – 225 души
- 1921 – 194 души
- 1931 – 179 души
- 1948 – 154 души
- 1953 – 155 души
- 1961 – 138 души
- 1971 – 119 души
- 1981 – 106 души
- 1991 – 100 души
- 2001 – 75 души
- 2011 – 63 души